# Haematopota ciliatipes
Haematopota ciliatipes är en tvåvingeart som beskrevs av Joseph Charles Bequaert 1930. Haematopota ciliatipes ingår i släktet Haematopota och familjen bromsar. Inga underarter finns listade i Catalogue of Life.